# Едуард Атуеста
Едуард Андрес Атуеста Веласко (ісп. Eduard Andrés Atuesta Velasco; нар. 18 червня 1997, Велес, Колумбія) — колумбійський футболіст, півзахисник клубу «Палмейрас».

## Клубна кар'єра
Вихованець клубу «Індепендьєнте Медельїн». 19 вересня 2016 року в матчі проти «Хагуарес де Кордоба» він дебютував у колумбійській Прімері.
27 лютого 2018 року Атуеста був взятий в оренду американським клубом «Лос-Анджелес», новачком MLS За «Лос-Анджелес» Едуард дебютував 31 березня в лос-анджелеському дербі проти «Гелексі». 9 травня в матчі проти «Міннесота Юнайтед» він забив свій перший гол у MLS. 13 грудня 2018 року Атуеста підписав із «Лос-Анджелесом» трирічний контракт, після того, як клуб викупив його згідно опції. У лютому 2019 року він отримав грін-карту і в MLS перестав вважатися іноземним гравцем. За підсумками сезону 2019, в якому колумбієць віддав 11 результативних передач, Атуеста був включений до символічної збірної MLS. 7 травня 2021 року Атуеста продовжив контракт з «Лос-Анджелесом» на один рік, до кінця сезону 2022 року. Він був відібраний на Матч усіх зірок MLS 2021 року.
14 грудня 2021 року Атуеста перейшов у бразильський «Палмейрас», підписавши контракт до кінця 2026 року. За даними преси сума трансферу склала 3,7 млн. $ (20,7 млн. R$). На початку наступного року поїхав з командою на клубний чемпіонат світу 2021 року в ОАЕ, де бразильці стали фіналістами турніру, втім сам Атуеста на поле не виходив.

## Міжнародна кар'єра
У 2017 році Атуеста у складі молодіжної збірної Колумбії взяв участь у молодіжному чемпіонаті Південної Америки в Еквадорі. На турнірі він зіграв у 7 матчах і посів з командою 6 місце.
2020 року у складі збірної до 23 років взяв участь у Передолімпійському турнірі, де колумбійці стали четвертими і не змогли кваліфікуватись на Олімпіаду.

## Досягнення
Командні
- Чемпіон Колумбії: 2016А
- Переможець регулярного чемпіонату MLS: 2019
- Переможець Ліги Пауліста: 2022
- Володар Рекопи Південної Америки: 2022
- Володар Суперкубка Бразилії: 2023

Індивідуальні
- Член символічної збірної MLS: 2019
- Учасник Матчу всіх зірок MLS: 2021